# Aquaman and the Lost Kingdom
Aquaman and the Lost Kingdom is een Amerikaanse superheldenfilm uit 2023, geregisseerd door James Wan naar een scenario van David Leslie Johnson-McGoldrick. De film is het vervolg op Aquaman (2018) en de vijftiende film in het DC Extended Universe (DCEU).

## Verhaal
Enkele jaren na de gebeurtenissen in de eerste film wordt Arthur Curry / Aquaman gedwongen Atlantis en zijn dierbaren te beschermen tegen verwoesting nadat een eeuwenoude macht werd losgelaten door David Kane / Black Manta die de vervloekte Zwarte Drietand bemachtigde. Hij zoekt hierbij hulp bij een onwaarschijnlijke bondgenoot, zijn halfbroer Orm.

## Rolverdeling
| Acteur                | Personage                 |
| --------------------- | ------------------------- |
| Jason Momoa           | Arthur Curry / Aquaman    |
| Patrick Wilson        | Orm Marius / Ocean Master |
| Amber Heard           | Mera                      |
| Yahya Abdul-Mateen II | David Kane / Black Manta  |
| Randall Park          | Dr. Stephen Shin          |
| Dolph Lundgren        | Nereus                    |
| Temuera Morrison      | Thomas Curry              |
| Martin Short          | Kingfish (stem)           |
| Nicole Kidman         | Atlanna                   |
| Vincent Regan         | Atlan                     |
| Jani Zhao             | Stingray                  |
| Indya Moore           | Karshon                   |
| Pilou Asbæk           | Kordax                    |
| John Rhys-Davies      | Brine King (stem)         |

## Release
Aquaman and the Lost Kingdom had zijn première op 19 december 2023 op een "fan-event" in the Grove at Farmers Market in Los Angeles en ging daarna in première in de bioscopen in de Verenigde Staten op 22 december 2023, nadat de filmpremière voorheen verschillende andere data in 2022 en 2023 had die wegens verscheidende redenen, onder andere de coronapandemie, verschoven werd.

## Ontvangst
Op Rotten Tomatoes heeft Aquaman and the Lost Kingdom een waarde van 39% en een gemiddelde score van 4,90/10, gebaseerd op 90 recensies. Op Metacritic heeft de film een gemiddelde score van 45/100, gebaseerd op 22 recensies.